# Ngỗng Ross

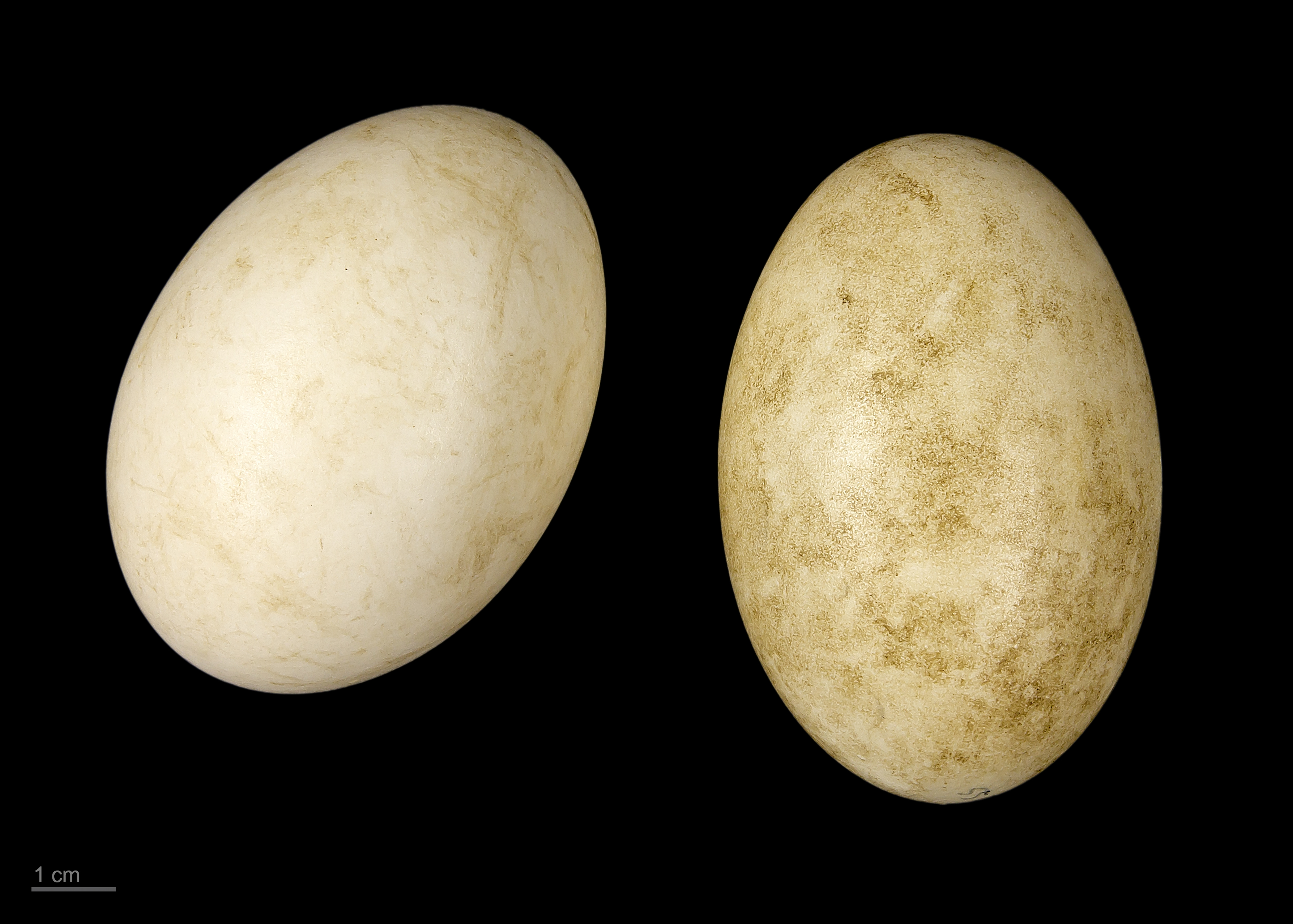
Trứng của Anser rossii

Ngỗng Ross (danh pháp khoa học: Anser rossii) là một loài chim trong họ Vịt. Loài ngỗng này sinh sản ở miền bắc Canada, chủ yếu ở Khu bảo tồn Chim di cư Vịnh Queen Maud, và trú đông ở phía nam lục địa ở miền nam Hoa Kỳ và đôi khi là miền bắc Mexico.
Bộ lông của loài này có màu trắng ngoại trừ đầu cánh màu đen. Nó trông tương tự như ngỗng tuyết, nhưng nhỏ hơn khoảng 40%.